# Beiarn
Beiarn là một đô thị hạt Nordland, Na Uy. Nó là một phần của khu vực Salten và khu vực Bodo. Trung tâm hành chính của đô thị này là làng Moldjord. Beiarn đã được tách ra từ Gildeskål năm 1853.
Nó nằm ngay phía bắc của vòng Bắc Cực, bên sông Beiarelva trong Beiardalen (thung lũng), và khu vực cung cấp nhiều hoạt động ngoài trời cho du khách, bao gồm đánh cá, leo núi và đi bộ. Con sông này là một trong những con sông cá hồi tốt nhất ở Bắc Na Uy. Beiarn trang trại bảo tàng bao gồm một tổng quan về lịch sử văn hóa Beiarn, từ tuổi Viking thông qua vào giữa thế kỷ trước.